# Limbobotys foochowensis
Limbobotys foochowensis är en fjärilsart som beskrevs av Munroe och Akira Mutuura 1970. Limbobotys foochowensis ingår i släktet Limbobotys och familjen Crambidae. Inga underarter finns listade i Catalogue of Life.